# Джо-Кіс
Джо-Кіс (англ. Joe Cays) — рівнинні острови (4) в складі Багамських островів. В адміністративному відношенні відносяться до району Гранд-Кі.
Острови розташовані на півночі архіпелагу Абако за 2,5 км на південний схід від острова Стрейнджер-Кі. Група розтяглась на території довжиною 1,4 км. Найбільший острів має овальну форму довжиною 600 м, а шириною 300 м.
| Багамські Острови | Це незавершена стаття з географії Багамських Островів. Ви можете допомогти проєкту, виправивши або дописавши її. |